# 阿德哈姆忠·叶尔加舍夫
阿德哈姆忠·叶尔加舍夫（1999年3月12日—）生于Navruzobod，是一名乌兹别克斯坦男子举重运动员。他11岁时在家乡开始接触举重，同年开始参加比赛。15岁时，他进入乌兹别克斯坦国家青年队。同年首次参加国际主要比赛，在南京青奥会上夺得男子56公斤级铜牌。2021年，他获得乌兹别克斯坦总统授予的名望奖章（Shuhrat）。